# Aššur-reš-iši I.
Aššur-reš-iši I. (Aššur-rēša-iši; Aschschur-resch-ischi, Assur-res-isi) war der Sohn von Mutakkil-Nušku und König des Assyrischen Reiches. Nach der assyrischen Königsliste regierte er 18 Jahre.
| Autor              | Regierungszeit    | Anmerkungen            |
| ------------------ | ----------------- | ---------------------- |
| Cassin 1966        | 1133–1116 v. Chr. | mittlere Chronologie   |
| Gasche et al. 1998 | 1132–1115         | Ultrakurze Chronologie |
| Freydank 1991      | 1132–1115         |                        |

## Titel
Aššur-rēša-iši nannte sich Statthalter des Gottes Enlil, Vizekönig von Aššur (išši'ak Aššur), Auserwählter von An, Enlil und Ea vom Mutterleibe an, dessen Opfer von den Göttern der Oberwelt und der Unterwelt geliebt werden, großer Weiser, Held in der Schlacht, Er, der die Feinde Aššurs zerschmettert. In einem anderen Text führt er auch den Titel „König der Weltkreise“ und König von Assyrien.

## Regierung
Aššur-rēša-iši rühmt sich seiner Siege gegen die Aḫlamū, er will „ihre weitverstreuten Horden getötet und ihre Truppen zerschmettert“ haben. Auch Siege gegen die Lullumu, Qutu und andere Bergvölker werden berichtet. Er zog auch gegen Arbail und Ninurta-nadin-šumati von Karduniasch. Als Nabu-kudurri-usur I. die Stadt Zanqi in Assyrien belagerte, entsetzte Aššur-reš-iši die Stadt mit seinen Streitwagen. Nabu-kudurri-usur verbrannte seine Belagerungsmaschinen und zog sich zurück. Als Nabu-kudurri-usur die Festung Idi angriff, griff Aššur-rēša-iši mit Streitwagen und Infanterie an. Er schlug die babylonischen Truppen, konnte ihr Lager einnehmen und Karaštu, den Feldmarschall Nabu-kudurri-usurs gefangen nehmen.

## Bauwerke
Aššur-rēša-iši baute die Tortürme an den Torlöwen des Ištartempels in Niniveh wieder auf, die in der Zeit von Salmanasser I. und Aššur-dan I. durch Erdbeben beschädigt worden waren, verzierte sie mit Rosetten aus Stein und erhöhte die Fassade des Tempels um 35 Ziegellagen.
Auch ein Lagerhaus (bīt kutalli) restaurierte er. Nach einer Inschrift aus Aššur erbaute er hier Tempel für Adad, Anu und die assyrische Ištar. Aššur-rēša-išī legte den Grundstein für den Palast Apku, den nach dem zerbrochenen Obelisken ein anderer assyrischer König erneuerte.
Er besaß ferner einen Palast in Apqu ša Adad (Tell Marya).